# 김청용
김청용(1997년 1월 1일~)은 대한민국의 사격 선수이다.

## 학력
- 서현초등학교
- 복대중학교(졸업)
- 흥덕고등학교